# Amathusia lieftincki
Amathusia lieftincki är en fjärilsart som beskrevs av Lambertus Johannes Toxopeus 1951. Amathusia lieftincki ingår i släktet Amathusia och familjen praktfjärilar. Inga underarter finns listade i Catalogue of Life.